# Erich Lessing
Erich Lessing (ur. 13 lipca 1923 w Wiedniu, zm. 29 sierpnia 2018 tamże) – austriacki fotografik pochodzenia żydowskiego.
Rodzina musiała uciekać z Austrii, w czasie kiedy rozpętały się tam prześladowania Żydów. Erich opuścił kraj w 1939 (matkę i babcię zamordowali Niemcy w KL Auschwitz). Po przyjeździe do Palestyny od razu rozpoczął studia radiotechniczne w Instytucie Technologii Technion w Hajfie. W 1947 powrócił do Austrii i zatrudnił się w Associated Press. W 1951 rozpoczął współpracę z agencją fotograficzną „Magnum” i od tego czasu pasjonował się dokumentowaniem ważnych wydarzeń politycznych i społecznych. W 1956 fotografował m.in. wydarzenia powstania węgierskiego. Tworzył też portrety znaczących polityków, dokumentował codzienne życie Wiednia, a od 1960 zainteresował się sztuką i historią. Wykładał fotografię na uczelniach w Austrii oraz Francji. Fotografował też biblijne miejsca w Izraelu. Wydał ponad 60 albumów i zgromadził ponad 40 000 slajdów barwnych. Pracował jako fotograf na planach filmowych, m.in.: „Dźwięków muzyki”, „Greka Zorby” i „Moby Dicka”. Mieszkał w Wiedniu.

## Życie rodzinne
Miał żonę i trójkę dzieci. Córka Hannah (ur. 1963) jest działaczką na rzecz upamiętniania Holocaustu.